# حصن آل الزوع القديم (القطن)
'

تعديل مصدري - تعديل

حصن ال الزوع القديم هي إحدى قرى عزلة القطن بمديرية القطن التابعة لمحافظة حضرموت، بلغ تعداد سكانها 167 نسمة حسب تعداد اليمن لعام 2004.